# Streblocera lalashanensis
Streblocera lalashanensis är en stekelart som beskrevs av Chou 1990. Streblocera lalashanensis ingår i släktet Streblocera och familjen bracksteklar. Inga underarter finns listade i Catalogue of Life.